# أوسكار غونزاليس (سياسي)
أوسكار غونزاليس (بالإسبانية: Óscar González)‏ هو سياسي مكسيكي، ولد في 13 سبتمبر 1951. حزبياً، نشط في الحزب الثوري المؤسساتي. وقد انتخب عضو مجلس النواب المكسيك.